# Condado de Ripley (Misuri)
El condado de Ripley (en inglés: Ripley County), fundado en 1833, es uno de 114 condados del estado estadounidense de Misuri. En el año 2008, el condado tenía una población de 13,485 habitantes y una densidad poblacional de 8 personas por km². La sede del condado es Doniphan. El condado recibe su nombre en honor al soldado Eleazer Wheelock Ripley.

## Geografía
Según la Oficina del Censo, el condado tiene un área total de 1636 km² (631,7 mi²), de la cual 1630 km² (629,3 mi²) es tierra y 6 km² (2,3 mi²) (0.35%) es agua.

### Condados adyacentes
- Condado de Carter (norte)
- Condado de Butler (este)
- Condado de Clay (Arkansas) (sureste)
- Condado de Randolph (Arkansas) (suroeste)
- Condado de Oregon (oeste)

## Demografía
Según la Oficina del Censo en 2000, los ingresos medios por hogar en el condado eran de $27,285, y los ingresos medios por familia eran $33,101. Los hombres tenían unos ingresos medios de $22,056 frente a los $17,823 para las mujeres. La renta per cápita para el condado era de $15,251. Alrededor del 22.00% de la población estaban por debajo del umbral de pobreza.

## Transporte

### Carreteras principales
- U.S. Route 160
- Ruta 21
- Ruta 142

## Localidades
| - Briar - Doniphan - Fairdealing | - Gatewood - Naylor - Oxly | - Pine - Poynor - Handy |